# Stolnica St. Albans
Stolnica St Albans, uradno stolnica in opatijska cerkev St Alban, vendar se lokalno pogosto imenuje opatija, je stolnica angleške cerkve v St Albansu v Angliji.
Velik del njene arhitekture izvira iz normanskih časov. Po razpustitvi v 16. stoletju je prenehala biti opatija in leta 1877 postala stolnica. Čeprav je pravno stolna cerkev, se v nekaterih podrobnostih razlikuje od večine drugih stolnic v Angliji, saj se uporablja tudi kot župnijska cerkev, katere dekan je župnik z enakimi pooblastili, odgovornostmi in dolžnostmi kot katera koli druga župnija. S 85 metri dolžine ima najdaljšo ladjo med katero koli stolnico v Angliji.[2]
Verjetno ustanovljena v 8. stoletju, je sedanja stavba normanska ali romanska arhitektura iz 11. stoletja, z gotskimi dodatki in dodatki iz 19. stoletja.

## Prvi britanski krščanski mučenik
Po besedah Bede Častitljivega, čigar poročilo o svetnikovem življenju je najbolj dodelano, je Alban živel v Verulamiumu nekaj časa med 3. ali 4. stoletjem. Takrat so kristjani začeli trpeti »kruto preganjanje«. Legenda se nadaljuje tako, da se Alban sreča s krščanskim duhovnikom (znanim kot Amfibal), ki beži pred 'preganjalci, in ga nekaj dni gosti v svoji hiši. Alban je bil tako navdušen nad duhovnikovo vero in pobožnostjo, da se je kmalu spreobrnil v krščanstvo. Na koncu so rimski vojaki prišli, da bi prijeli duhovnika, toda Alban je oblekel svoj plašč in se predstavil vojakom namesto svojega gosta. Alban je bil priveden pred sodnika in obsojen na obglavljenje. Ko so ga pripeljali na usmrtitev, je prišel do hitro tekoče reke, za katero običajno verjamejo, da je reka Ver, jo prečkal in šel približno 500 korakov do rahlo nagnjenega hriba, ki je gledal na čudovito ravnino. Ko je dosegel vrh, je postal žejen in je molil, da bi mu Bog dal piti, nakar mu je voda pritekla k nogam. Na tem mestu so mu odbili glavo. Takoj po tem, ko je eden od krvnikov zadal usodni udarec, so mu oči izpadle in padle na tla ob Albanovi glavi. Kasnejše različice legende pravijo, da se je Albanova glava skotalila navzdol in da je tam, kjer se je ustavila, bruhal vodnjak. Stolnica St Albans stoji blizu mesta domnevnega Albanovega mučeništva in sklicevanja na spontani vodnjak so ohranjena v lokalnih imenih krajev. Bližnja reka se je v srednjem veku imenovala Halywell (srednja angleščina za 'Sveti vodnjak') in cesta do hriba Holmhurst, na katerem zdaj stoji opatija, se zdaj imenuje Holywell Hill, vendar se vsaj od takrat imenuje Halliwell Street in druge različice 13. stoletja. Na dnu hriba Holywell so našli ostanke vodnjaka. Vendar se domneva, da ta vodnjak izvira šele iz 19. stoletja.
Datum Albanove usmrtitve ni bil nikoli dokončno ugotovljen. Anglosaška kronika navaja leto 283, Beda pa ga postavlja v leto 305. Prvotni viri in sodobni zgodovinarji, kot sta William Hugh Clifford Frend in Charles Thomas, navajajo obdobje 251–259 (pod preganjalcema Decijem ali Valerijanom) kot bolj verjetno.
V stolnici je grobnica svetega Amfibala.

## Zgodovina opatije in stolnice
Spomin nad obglavljenjem, ki hrani ostanke Albana, je obstajal na mestu od sredine 4. stoletja (morda že prej); Beda omenja cerkev, Gildas pa svetišče. Leta 429 ga je obiskal škof German iz Auxerra. Slog te strukture ni znan; kronist iz 13. stoletja Matthew Paris je rekel, da so Sasi stavbo uničili leta 586.

### Saške stavbe
Offa II. iz Mercije naj bi leta 793 v St Albansu ustanovil dvojni samostan. Sledil je benediktinskemu pravilu. Opatija je bila zgrajena na hribu Holmhurst - zdaj Holywell Hill - čez reko Ver iz ruševin Verulamiuma. Spet ni podatkov o obliki prve opatije.
Opat Ulsinus je ustanovil trg St Albans zunaj vrat Waxhouse, na današnjem trgu Market Place, leta ok. 860 za ustvarjanje dohodka za opatijo in za oblikovanje središča novega mesta.
Danci so opatijo verjetno oplenili okoli leta 890 in kljub trditvam Pariza je urad opata ostal prazen od okoli leta 920 do 970-ih, ko so prizadevanja Dunstana dosegla mesto.
Leta 1005 je obstajal namen obnoviti opatijo, ko je opat Eldred dobil dovoljenje za odstranitev gradbenega materiala iz Verulamiuma. Ker mesto sloni na glini in kredi, je edini trden kamen kremen. To so uporabili z apneno malto in nato ometali ali pustili golo. Z velikimi količinami opeke, ploščic in drugega kamna v Verulamiju je rimsko mesto postalo glavni vir gradbenega materiala za opatijo in druge projekte na tem območju. Odseki, ki zahtevajo obdelan kamen, so uporabili apnenec Lincolnshire (kamen Barnack) iz Verulamiuma; pozneje obdelani kamni vključujejo Totternhoe freestone iz Bedfordshira, purbeckški marmor in različne apnence (Ancaster, Chilmark, Clipsham itd.).
Ponovni vikinški napadi leta 1016 so ustavili saška prizadevanja in zelo malo od saške opatije je bilo vključeno v kasnejše oblike.

### Normanska opatija
Velik del sedanje postavitve in razmerij stavbe je od prvega normanskega opata Pavla iz Caena (1077–1093). Za 14. opata ga je imenoval njegov stric, novi canterburyjski nadškof Lanfranc.
Gradbena dela so se začela v letu prihoda opata Pavla. Zasnovo in gradnjo je nadziral Norman Robert Mason. Načrt ima zelo omejene anglosaške elemente in je očitno pod vplivom francoskega dela v Clunyju, Bernayju in Caenu ter ima podoben tloris kot Opatija Saint-Étienne, Caen in Lanfrancova Canterburyjska stolnica – čeprav je bil gradbeni material slabše kakovosti nov izziv za Roberta in očitno si je izposodil nekaj rimskih tehnik, ki so se jih naučili med zbiranjem gradiva v ruševinah Verulamiuma.
Da bi kar najbolje izkoristili vrh hriba, je bila opatija usmerjena proti jugovzhodu. Opatija je bila največja zgrajena v Angliji v tistem času, imela je kor s štirimi obočnimi polami, transept s sedmimi apsidami in ladjo s petnajst obočnimi polami. Robert je posebno pozornost posvetil trdnim temeljem, pri čemer je pod njimi postavil neprekinjen zid iz večplastnih opek, kremena in malte ter potisnil temelje navzdol do dvanajst čevljev, da so udarili v trdna tla. Pod stolpom križnega kvadrata so bili uporabljeni posebni veliki kamni.
Stolp je bil posebna zmaga - to je edini veliki križni stolp iz 11. stoletja, ki še stoji v Angliji. Robert je začel s posebnimi debelimi podpornimi zidovi in štirimi masivnimi stebri iz opeke. Štirinivojski stolp se na vsaki stopnji zoži z zapenjalnimi oporniki na treh spodnjih ravneh in krožnimi oporniki na četrti stopnji. Celotna struktura tehta 5000 ton in je visoka 144 čevljev. Stolp je bil verjetno pokrit z normansko piramidasto streho; trenutna streha je ravna. Prvotna komora za zvonjenje je imela pet zvonov - dva je plačal opat, dva bogati meščan in enega je podaril rektor Hoddesdona. Nobeden od teh zvonov se ni ohranil.
Bilo je splošno razširjeno prepričanje, da ima opatija dva dodatna, manjša stolpa na zahodnem koncu. Ostanki niso bili najdeni.
Opatijska cerkev je bila dokončana leta 1089, a jo je posvetil rouenski nadškof šele na dan svetih nedolžnih (28. december) 1115. Udeležil se je kralj Henrik I. Angleški ter številni škofje in plemiči.
V bližini je bil leta 1140 ustanovljen ženski samostan (monostan Sopwell).
Notranjost opatijske cerkve je bila skoraj brez kipov. Mavčne stene so bile po delih obarvane in vzorčaste, z obsežnimi tapiserijami, ki so dodajale barvo. Dodana je bila kiparska dekoracija, predvsem okraski, saj je postala bolj modna v 12. stoletju - zlasti po prihodu gotskega sloga v Anglijo okoli leta 1170.
V sedanji stavbi izvirni normanski oboki preživijo predvsem pod osrednjim stolpom in na severni strani ladje. Oboki v preostalem delu stavbe so gotski, po srednjeveških prezidavah in razširitvah ter restavriranju iz viktorijanske dobe.
Opatijo je v 1190-ih razširil opat John de Cella (znan tudi kot John of Wallingford) (1195–1214); ko je število menihov naraslo s petdeset na več kot sto, so opatijsko cerkev razširili proti zahodu s tremi travejami, dodanimi ladji. Normansko zahodno fasado je prav tako obnovil Hugh de Goldclif - čeprav je negotovo, kako; bilo je zelo drago, vendar so njegovo 'hitro' preperevanje in kasnejše predelave izbrisale vse razen drobcev. Dodano je bilo tudi vidnejše svetišče in oltar svetemu Amfibalu. Delo je pod de Cello potekalo zelo počasi in je bilo dokončano šele v času opata Williama de Trumpingtona (1214–1235). Streho nizkega normanskega stolpa so porušili in dvignili novo, veliko višjo, obloženo s svincem.
Psalter St Albans (okoli 1130–1145) je najbolj znan med številnimi pomembnimi romanskimi iluminiranimi rokopisi, ki so nastali v opatijskem skriptoriju. Kasneje je bil Matthew Paris, menih v St Albansu od leta 1217 do svoje smrti leta 1259, pomemben kot kronist in umetnik. Osemnajst njegovih rokopisov je ohranjenih in so bogat vir sodobnih informacij za zgodovinarje.
Nicholas Breakspear se je rodil blizu St Albansa, domnevno pri Abbots Langley, in je zaprosil za sprejem v opatijo kot novinec, vendar so ga zavrnili. Na koncu mu je uspelo, da so ga sprejeli v opatijo v Franciji. Leta 1154 je bil izvoljen za papeža Hadrijana IV., edinega angleškega papeža, kar jih je bilo. Vodja opatije je bil tudi leta 1154 potrjen za prvega opata v Angliji.
- Psalm 22:1-8 v psalterju St. Albans. Prve besede psalma v latinski Vulgati so "Deus, Deus meus," tukaj skrajšano kot DS DS MS.
- Psalm 137 Začetnica S
- Inicialka na začetku »Oče naš«
- Masaker nedolžnih
- Kristus v hiši farizeja Simona, z Marijo Magdaleno, ki mu umiva noge, Luka 7:36–50
- Jezusova agonija v vrtu
- Marija Magdalena oznanja vstalega Kristusa

Opatija je imela številne hčerinske hiše, od samostana Tynemouth na severu do samostana Binham blizu obale Norfolka.

### 13. do 15. stoletja
Leta 1250 je opatijo stresel potres in poškodoval vzhodni del cerkve. Leta 1257 so podrli nevarno razpokane odseke - tri apside in dve polji. Ostal je debel prezbiterijev zid, ki je podpiral stolp. Obnova in posodobitev sta bili dokončani med vladavino opata Rogerja de Nortona (1263–90), ki je ustanovil dodatni trg v Watfordu.
10. oktobra 1323 sta se zrušila dva slopa na južni strani ladje, ki sta za seboj potegnila velik del strehe in uničila pet obočnih pol. Stavbenik Henry Wy se je lotil obnove in se ujemal z zgodnjeangleškim slogom preostalih obočnih pol, vendar je dodal izrazito podrobnosti in okraske iz 14. stoletja. Poškodovano je bilo tudi svetišče svetega Amfibala, ki so ga predelali.
Richard iz Wallingforda, opat od 1297 do 1336 ter matematik in astronom, je zasnoval znamenito astronomsko uro, ki jo je po njegovi smrti dokončal William iz Walshama, vendar je bila med reformacijo očitno uničena. Leta 1334 je ustanovil dve dodatni tržnici v Codicoteju in High Barnetu.
Nova vrata, ki se zdaj imenujejo Abbey Gateway, so bila leta 1365 zgrajena do opatijskega zemljišča, kar je bil edini del samostanskih stavb (poleg cerkve), ki je preživel razpad, kasneje pa se uporablja kot zapor in zdaj (od leta 1871) del šole St Albans. Druge samostanske stavbe so bile južno od vrat in cerkve.
V 15. stoletju je John iz Wheathampsteada naročil veliko zahodno okno z devetimi glavnimi lučmi in globokim krogovičjem. Vrh je bil zmanjšan na 'Hertfordshire konico', naklon strehe močno zmanjšan in obzidje izdatno dodano. Opat Wallingford (znan tudi kot William iz Wallingforda), ki je dal izdelati tudi novo ograjo za glavni oltar, je v transepte vgradil dodatna nova okna, vsako za 50 funtov.

### Ukinitev in po tem
Po smrti opata Ramrygeja leta 1521 je opatija zapadla v dolgove in počasi propadala pod tremi šibkimi opati. V času razpustitve samostanov in njegove predaje 5. decembra 1539 je bil dohodek 2100 GBP letno. Opata in preostalih štirideset menihov so upokojili, nato pa so bile stavbe izropane. Vse zlate, srebrne in pozlačene predmete so odpeljali z vsemi drugimi dragocenostmi; kamnina je bila polomljena in uničena, grobovi pa odprti, da bi iskali bogastvo. Opatija je leta 1542 postala del škofije Lincoln, leta 1550 pa je bila prestavljena v škofijo London.
Stavbe so bile zanemarjene, drugorazredna popravila, celo aktivne poškodbe. Richard Lee je kupil vse stavbe, razen cerkve in kapele ter nekaterih drugih prostorov krone, leta 1538, 1539 ali 1540. Leta 1549 je Lee začel sistematično rušenje, vključno z odstranitvijo in prodajo kamna, razen tistega, kar je bilo morda obdržano za izboljšanje dvorane Lee v Sopwellu. Marca 1550 je Lee vrnil zemljo opatu. Območje se je naslednjih 200 let imenovalo Ruševine opatije.
Leta 1553 je bila Marijinaa kapela uporabljena kot šola, Veliko vhodno poslopje kot mestni zapor, nekatere druge stavbe so prešle v last krone, opatijsko cerkev pa je leta 1553 mestu za 400 funtov prodal kralj Edvard VI. Angleški.
Stroški vzdrževanja so padli na mesto, čeprav je leta 1596 in pozneje v nerednih presledkih naddeakonu dovolil, da Brief v škofiji zbira denar za popravila. Po obisku Jakoba VI. in I. leta 1612 je odobril še eno poročilo, ki je zbralo okoli 2000 funtov – večina jih je šla za popravilo strehe. Angleška državljanska vojna je zmanjšala denar, porabljen za popravila, medtem ko je bila opatijska cerkev uporabljena za zadrževanje vojnih ujetnikov in je trpela zaradi njihovega vandalizma, pa tudi zaradi njihovih stražarjev. Večina kovinskih predmetov, ki so preživeli razpad, je bila  odstranjena, drugi okrasni deli pa poškodovani v puritanski strogosti. Drugi krog zbiranja sredstev v letih 1681–1684 je bil ponovno porabljen za streho in popravilo oboka prezbiterija. Kraljeva donacija Viljema III. in Marije II. leta 1689 je šla za splošno vzdrževanje, 'popravila' za prikrivanje nekaterih gotskih elementov, ki so takrat veljali za nemodne in za novo notranjo opremo. Leta 1698 je Viljem prispeval drugo kraljevo donacijo.
Do konca 17. stoletja je bila dotrajanost zadostna, da so se o njej opredelili številni pisci.
Leta 1703 je od 26. novembra do 1. decembra po južni Angliji divjala velika nevihta; opatija je izgubila južno transeptno okno, ki je bilo zamenjano z lesenim po ceni 40 funtov. Okno je bilo prozorno steklo s petimi lučmi in tremi prečnimi pragovi v zgodnjem gotskem slogu Johna Hawgooda. Druga okna, čeprav v neurju niso bila poškodovana, so v 18. stoletju stalno bremenila proračun opatije.
Povzetek, napisan v letih 1723–1724, ki zahteva 5775 funtov, ugotavlja veliko razpoko v južni steni, da je bila severna stena osemnajst centimetrov od navpičnice in da je bil strešni les razpadel do nevarne točke. Zbrani denar so porabili za streho ladje.
Drugo poročilo je bilo izdano šele leta 1764. Spet je strohnela streha, prav tako južno transeptno okno, stene so bile razpokane ali delno razdrobljene, južna stena pa se je posedla in zdaj nagnila navzven. 
V 1770-ih je bila opatija blizu rušenja; stroški popravil so pomenili, da je načrt za uničenje opatije in postavitev manjše cerkve skoraj uspel.
Neurje leta 1797 je povzročilo nekaj ugrezanja, pokanje odprtih grobov, razmetavanje tlakovcev, poplavljanje notranjosti cerkve in pustilo še nekaj obokov izven navpičnosti.

### 19. stoletje
To stoletje je bilo zaznamovano s številnimi popravili. Opatija je prejela nekaj denarja od "milijonskega zakona" iz leta 1818, leta 1820 pa je bilo zbranih 450 funtov za nakup orgel - rabljenega primerka, izdelanega leta 1670.
Največja prizadevanja za oživitev opatijske cerkve so bila pod vodstvom štirih mož – L. N. Cottingham, H. J. B. Nicholson (rektor) in še posebej George Gilbert Scott in Edmund Beckett, 1. baron Grimthorpe.
Februarja 1832 je del stene cerkve padel skozi streho južne ladje in pustil luknjo, dolgo skoraj trideset metrov. Ker je bila očitna potreba po resnih popravilih, so poklicali arhitekta Lewisa Nockallsa Cottinghama, da pregleda stavbo. Njegova raziskava je bila predstavljena leta 1832 in je bila zaskrbljujoče branje: povsod je bila malta v klavrnem stanju, leseni tramovi so bili gnili in se zvijali. Cottingham je priporočil nove tramove po celotni strehi in nov strmejši naklon, odstranitev zvonika in nov les v stolpu, novo tlakovanje, železo, ki drži zahodno steno transepta, novo kamnito okno južnega transepta, nove opore, nov drenažni sistem za streho novo okovje na skoraj vseh oknih in še in še. Stroške je ocenil na 14.000 funtov. Zbrana je bila javna naročnina v višini 4000 funtov, od tega je 1700 funtov izginilo v stroških. Z omejenimi sredstvi so prezidali zid, na novo postavili streho ladje, odstranili stolpno konico, na novo odprli in zasteklili približno štirideset oken in južno okno prezidali v kamen.
Henry Nicholson, rektor od 1835 do 1866, je bil prav tako aktiven pri popravljanju opatijske cerkve – kolikor je bilo mogoče, in pri odkrivanju izgubljenih ali zanemarjenih gotskih značilnosti.
Leta 1856 so se ponovno začela popravila; zbranih je bilo 4000 funtov in začeli so se počasi premikati, da bi opatija pridobila status stolnice. George Gilbert Scott je bil imenovan za arhitekta projekta in je nadzoroval številna dela od leta 1860 do svoje smrti leta 1878.
Scott je začel z obnovo srednjeveškega tlaka, zaradi česar je bilo treba odstraniti na tone zemlje in popraviti streho severne stranske ladje. Od leta 1872 do 1877 so bila obnovljena tla ponovno prekrita z ujemajočim se kamnom in kopijami starih vzorcev ploščic. Nadaljnjih 2000 ton zemlje so prenesli leta 1863 med deli na temelju in novem drenažnem sistemu. Leta 1870 so ugotovili, da so stebri stolpa močno oslabljeni s številnimi razpokami in votlinami. Kot nujni ukrep so vstavili ogromne tramove in oboke zapolnili z opeko. Popravila so trajala do maja 1871 in so stala več kot 2000 funtov. Južna stena ladje še zdaleč ni bila ravna; Scott je okrepil severno steno in postavil gradbeni oder, da je streha prevzela težo stene, nato pa jo je dvignil naravnost v manj kot treh urah. Steno so nato podprli s petimi ogromnimi novimi gmotami in jo pravilno postavili. Scott je bil hvaljen kot 'rešitelj opatije'. Od leta 1870 do 1875 je bilo za opatijo porabljenih približno 20.000 funtov.
Leta 1845 je bil St Albans premeščen iz škofije Lincoln v škofijo Rochester. Nato je bil leta 1875 sprejet zakon o škofiji St Albans in 30. aprila 1877 je bil ustanovljen sedež St Albans, ki obsega približno 300 cerkva v grofijah Hertfordshire in Bedfordshire. Thomas Legh Claughton, takratni škof Rochestra, je bil izvoljen, da prevzame severno delitev svoje stare škofije in je bil 12. junija 1877 ustoličen za prvega škofa St Albansa, na katerem položaju je bil do leta 1890. Pokopan je na cerkvenem pokopališču na severni strani ladje.
George Gilbert Scott je delal na strehi ladje, oboku in zahodnem delu, ko je umrl 27. marca 1878. Njegove načrte je delno dokončal njegov sin John Oldrid Scott, preostalo delo pa je padlo v roke Edmunda Becketta, 1. barona Grimthorpa, čigar prizadevanja so pritegnila veliko polemik - Nikolaus Pevsner ga je imenoval »pompozen, pravičen nasilnež«. Vendar je doniral velik del ogromne vsote 130.000 funtov, kolikor je stalo delo.
Medtem ko je bilo Scottovo delo očitno v sozvočju z obstoječo stavbo, so Grimthorpovi načrti odražali viktorijanski ideal. Pravzaprav je porabil precej časa za zavračanje in kritiziranje Scottovega dela in truda njegovega sina.
Grimthorpe je najprej obnovil prvotni naklon strehe, čeprav so obdržali obzidje, dodano za spodnjo streho. Končana leta 1879, streha je bila osvinčena po Scottovih željah.
Njegov drugi večji projekt je bil najbolj kontroverzen. Zahodno pročelje z velikim oknom Wheathampsteada je bilo razpokano in nagnjeno, Grimthorpe, nikoli več kot amaterski arhitekt, pa je sam zasnoval novo pročelje – napadeno kot gosto, nesorazmerno in nenaklonjeno: »Njegovo osiromašenje kot oblikovalca ... [je ] očitno«; »ta človek, tako praktičen in iznajdljiv, je bil popolnoma brez okusa ... njegove odlične lastnosti so bile okrnjene z arogantnostjo ... in pomanjkanjem smisla za zgodovino«. Grimthorpe je namerno nadomestil nasprotne predloge s slabo narisanimi različicami in Grimthorpov načrt je bil sprejet. Med gradnjo je bil precej predelan, da bi ustrezal dejanskemu pročelju in ni izboljšan s kiparstvom slabe kakovosti. Delo se je začelo leta 1880 in je bilo dokončano aprila 1883, stalo pa je 20.000 funtov.
Grimthorpe je bil znan po svojem odporu do perpendicularja - do te mere, da je želel porušiti dele, ki mu niso bili všeč, kot 'preveč gnile', namesto da bi jih predelali. Pri svojih rekonstrukcijah, predvsem oken, je pogosto neprevidno mešal arhitekturne sloge (glej južno ladjo, južni kor in obok). Za predelavo ladje je porabil 50.000 funtov. Drugod je v celoti obnovil križne hodnike južne stene z novimi težkimi oporniki in odstranil arkade vzhodnih križnih hodnikov med obnovo sten južnega transepta. V južnem transeptu je popolnoma preoblikoval južno steno, dokončano leta 1885, vključno z ogromno skupino suličastih oken - njegov največji dosežek - in bočnimi stolpiči; narejena je bila tudi tehtna nova kritina iz strešnikov. V severnem transeptu je Grimthorpe dal porušiti pravokotno okno in vstaviti njegovo zasnovo - rozeta krogov, krogov z zaobljenimi krogi in rombov, razporejenih v petih obročih okoli osrednje luči, skupaj štiriinšestdeset luči, vsak krog z drugačnim vzorcem zasteklitve.
Grimthorpe je nadaljeval skozi kor v svojem slogu, prilagodil je preddverje za konzistorijalna sodišča in v gosposko kapelo. Po ostrem sporu s Henryjem Hucksom Gibbsom, prvim baronom Aldenhamom, glede tega, kdo naj vodi obnovo, je Grimthorpe dal predelati obok in ga preoblikovati v kamnu, tla iz črnega in belega marmorja (1893) ter dal postaviti nove viktorijanske arkade in kipe pod nadstreškom. Navzven so bili oporniki razširjeni, da bi podpirali novo streho, stene pa so bile ponovno obložene.
Že leta 1897 se je Grimthorpe moral vrniti na predhodno prenovljene odseke, da bi izvedel popravila. Njegova uporaba preveč močnega cementa je povzročila razpoke, medtem ko je njegova naklonjenost železom v oknih povzročila korozijo in poškodbe okoliškega kamna.
Grimthorpe je umrl leta 1905 in bil pokopan na cerkvenem pokopališču. Zapustil je zapuščino za nadaljevanje del na stavbah.
V tem stoletju so eno od dveh mestnih železniških postaj poimenovali St Albans Abbey.

### 20. stoletje
John Oldrid Scott (umrl 1913) (sin Georgea Gilberta Scotta) je kljub pogostim spopadom z Grimthorpom nadaljeval z delom v stolnici. Scott je bil neomajen zagovornik oživitve gotike in je načrtoval grobnico prvega škofa; je dal zgraditi nov škofovski prestol (1903), skupaj s spominskimi klopmi za Festinga (škofa) in dva naddekana ter nove korne klopi. Prestavil in predelal je tudi orgle (1907). Nadaljnje delo je prekinila vojna.
Stolnici je bilo dodanih več spomenikov vojni, zlasti slika The Passing of Eleanor Franka Salisburyja (ukradena 1973) in ponovno zastekljeno glavno zahodno okno, posvečeno leta 1925.
Po pooblastilnem aktu iz leta 1919 je nadzor nad stavbami prešel na župnijski cerkveni svet (ki ga je leta 1968 zamenjal svet stolnice), ki je imenoval strokovnjaka za lesarstvo Johna Rogersa za arhitekta in geodeta Fabric. Odkril je obsežne poškodbe hrošča Xestobium rufovillosum v oboku kora in nadzoroval popravilo (1930–31). Dal je odstraniti štiri tone smeti s križnega stolpa in okrepiti glavne lesene dele (1931–32) ter vložil v obsežno uporabo insekticidov po vseh lesenih konstrukcijah. Leta 1934 so osem zvonov temeljito prenovili in dodali štiri nove zvonove za uporabo ob praznovanju srebrnega jubileja Jurija V.
Cecil Brown je bil arhitekt in geodet od leta 1939 do 1962. Sprva je le nadziral spuščanje zvonov za vojno in vzpostavil požarno stražo s črpalko. Po vojni, v 1950-ih, so orgle odstranili, na novo zgradili in namestili ter dodali nove klopi. Njegovo glavno delo je bil na križišču. Ugotovljeno je bilo, da je Grimthorpov cement poškodoval opeke: vsako opeko v stolpu je po potrebi zamenjal in vstavil v ustrezno malto en človek, Walter Barrett. Strop stolpa je bil prenovljen, prav tako stenske poslikave ladje. Brown je ustanovil Muniments Room za zbiranje in shranjevanje vseh cerkvenih dokumentov.
Leta 1972, da bi spodbudili tesnejšo povezavo med slavljencem in občestvom v ladji, so razstavili in odstranili masivno devet ton težko prižnico skupaj s kornimi klopmi in stalnimi klopmi. Oltarni prostor so povečali in izboljšali. Postavljene so bile nove korne klopi iz 'lažjega' lesa (lepljenega hrasta), klopi pa so zamenjali stoli. Nova lesena prižnica je bila pridobljena iz cerkve v Norfolku in nameščena leta 1974. Zunanji reflektorji so bili dodani leta 1975.
Večja raziskava leta 1974 je razkrila nova puščanja, propadanje in drugo poslabšanje, zato je bil dogovorjen desetletni načrt obnove. Tudi kritina je zahtevala veliko dela. Strehe cerkvene ladje in svetlobnega nadstropja so bile popravljene v štirih fazah z novim svincem. Projekt ladje je bil dokončan leta 1984 s skupno vrednostjo 1,75 milijona funtov. Okna svetlobnega nadstropja so bila popravljena, zamenjana z delta bronom, zamenjana so bila tudi druga Grimthorpova dela. Izdelanih je bilo dvainsedemdeset novih konzolnih glav. Zahodna fasada Grimthorpa je pokala, spet zaradi uporabe prvotno premočne malte, in je bila popravljena.
Leta 1970 je bil predlagan nov center za obiskovalce. Leta 1973 so zaprosili za gradbeno dovoljenje; potekala je javna preiskava in odobritev je bila izdana leta 1977. Nova kapiteljska dvorana, zgrajena na južni strani stolnice, blizu mesta prvotnega kapitlja opatije, je stala okoli milijon funtov in jo je uradno odprla 8. junija 1982 kraljica Elizabeta II.. Glavni gradbeni material je bilo 500.000 replik rimskih opek.
Druga dela s konca 20. stoletja vključujejo obnovo Albanovega svetišča z novim izvezenim baldahinom in vitraž, ki ga je zasnoval Alan Younger za rozeti severnega transepta Grimthorpa, ki ga je leta 1989 razkrila Diana, valižanska princesa. Leta 2015 je bilo v srednjeveške niše v ladijski korni pregradi nameščenih sedem novih poslikanih kamnitih kipov Roryja Younga. To je bil redek pojav, saj so bile zadnje figure, postavljene v korno pregrado, postavljene pred reformacijo in angleško državljansko vojno.

### 21. stoletje
Svetišče svetega Amfibala je bilo obnovljeno med letoma 2019 in 2021, financirano z donacijo in prispevki več kot tisoč donatorjev. Razkritje naj bi bilo leta 2020, delo pa je bilo odloženo zaradi pandemije Covida, v spomin na to pa je bila dodana nova figura z obrazno masko.

## Sodobni časi
Škof St Albansa je Alan Smith, umeščen septembra 2009. Jonathan Smith je naddekan St Albansa, umeščen oktobra 2008. 4. decembra 2021 je Jo Kelly-Moore postal deseti dekan stolnice.
Robert Runcie, kasnejši canterburyjski nadškof, je bil od leta 1970 do 1980 škof St Albansa in se je po upokojitvi vrnil živet v mesto; spominja ga bruhalnik na stolnici in je pokopan na pokopališču. Colin Slee, nekdanji dekan v Southwarku, je bil poddekan v St Albansu pod vodstvom Runcieja in takratnega dekana Petra Moora. Škofova rezidenca, Abbey Gate House, je v Abbey Mill Lane, St Albans, tako kot hiša škofa Hertforda. Eric James, izredni kraljičin kaplan, je bil dolga leta kanonik v St Albansu.

## Zvonovi
Skupaj je v stolpu 23 zvonov. Glavni obroč z 12 zvonovi je leta 2010 ulila Whitechapel Bell Foundry. Ti so nadomestili prejšnje, od katerih jih je 8 še vedno v stolpu in se uporabljajo za urni zvonec in kariljon; kariljon vsak dan v tednu igra drugo melodijo.
V 17. stoletju je imela stolnica zvonjenje s 5 zvonovi, dokler jih leta 1699 niso predelali in povečali na 6. Leta 1731 so zvonove povečali na 8 z dodajanjem dveh novih zvonov. Končno je bilo leta 2010 ulitih 13 novih zvonov, ki so prvič zazvonili na veliko noč 2011. Najstarejši zvon v stolpu je bil ulit okoli leta 1290 in se še danes uporablja kot sanctus zvon.